# Molnár Mátyás (pedagógus)

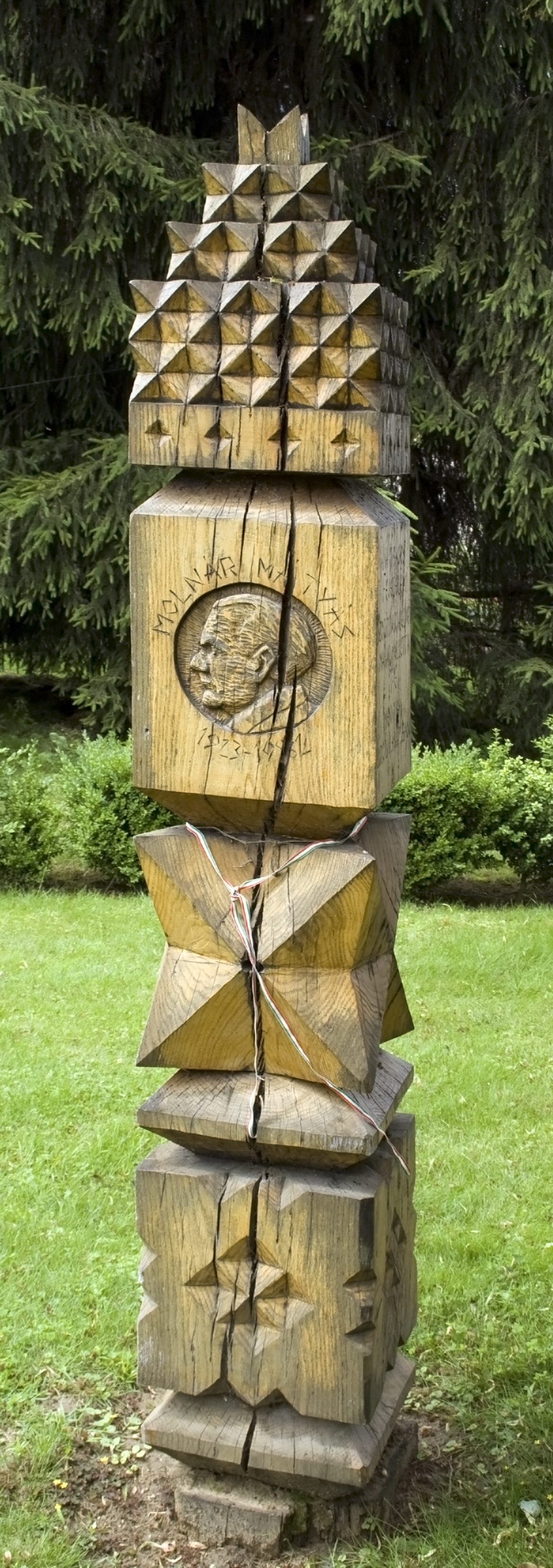
Kopjafa az arcmásával a vajai múzeum parkjában

Molnár Mátyás (Karácsond, 1923. augusztus 14. – Vaja, 1982. március 24.) pedagógus, népművelő, a vajai Vay Ádám Múzeum alapító igazgatója.

## Pályafutása
Szatmárcsekén kezdte pályáját, majd Túristvándiban tanított 10 évig feleségével együtt. Pedagógusi munkája mellett kapcsolatot tartott a térségből származó, annak problémái iránt érdeklődő, később különösen ismertté vált értelmiségiekkel, mint Váci Mihály, Ratkó József, Czine Mihály, Végh Antal, Balázs József. 
1957-ben Vajára helyezték. Döntő szerepet játszott abban, hogy 1964-ben a vajai várkastélyban megnyílhatott a Vay Ádám Múzeum, amelynek igazgatója lett.
Halála után a múzeum vezetésének munkáját fia, Molnár Sándor vette át.

## Emlékezete
Munkásságáról 1998-ban emlékkönyvet adtak ki. Vaján (2000-ben) és Túristvándiban (2002-ben) iskolát neveztek el róla.